# Тужина (округ Пр'євідза)
Тужина (словац. Tužina) — село, громада округу Пр'євідза, Тренчинський край. Кадастрова площа громади — 48.19 км². Протікає річка Тужина.
Населення 1195 осіб (станом на 31 грудня 2020 року).

## Історія
Тужина згадується 1393 року.

## Населення
| Рік:            | 1994. | 2004.   | 2014.   | 2024.   |
| --------------- | ----- | ------- | ------- | ------- |
| Кількість осіб: | 1194  | 1219    | 1197    | 1214    |
| Різниця:        |       | +2,09 % | -1,80 % | +1,42 % |

| Рік:            | 2023. | 2024.   |
| --------------- | ----- | ------- |
| Кількість осіб: | 1196  | 1214    |
| Різниця:        |       | +1,50 % |